# ラチェットレンチ
ラチェットレンチ (ratchet wrench) とは、ラチェット機構を用いたレンチの一種である。
ラチェット機構によって回転方向が一方向に制限され、逆回転させると空回りするため、ボルトやナットを素早くしめることができる。

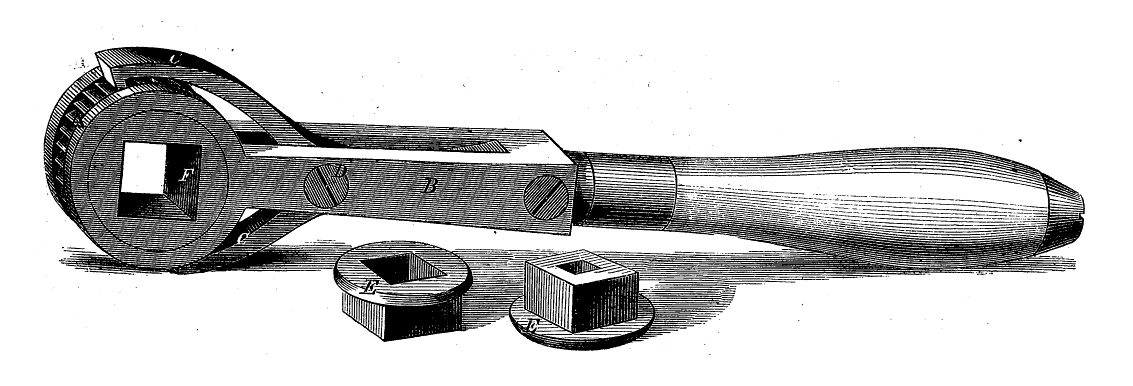
初めて特許登録となったJ. J. Richardsonの1863年発行1864年公告「レンチの改善」USA特許登録No.38914

片方向のみ回転するものは裏表で同じ径のボルト・ナットを扱うが、回転方向をレバーで切り替えできるものは表と裏で異なる径（対辺）のボルト・ナットを扱うことができる。また、ハンドルの両端、さらに表と裏に別サイズのソケットが備わっているもの、大きい径のソケットの中に小さい径のソケットがありスライドさせることによってサイズを切り替えるものなど、1本で4サイズのソケットを装備するラチェットレンチもある。最近では、ソケットがフリーサイズに対応できる輸入品もある。

## 歴史
ラチェットレンチの発明は、多くの工具の歴史のように長い間、一人の発明者につながる決定的証拠がない。鋼製のソケットが大量生産されるまで、ソケットはチューブから作られていた。チューブで作られたソケットの壁では、締め付けトルクにより発生する圧力に耐えることができるソケットを製造する能力が制限されたので、最初ソケットは生産するのが難しかった。
ソケットをラチェット機構と結合するには、さらに長い時間がかかっている。
Zelotes W. Averyによって1847年3月発行日の出願特許(Patent No.5009)「ラチェットレンチ」がある。しかし、彼の出願特許は、彼のデザインが独創的な考えではないとされ特許登録とならなかった。そのことより、彼のデザインが生産に使用された。そのラチェットレンチは、ナットまたはボルトの各々のタイプと寸法とに交換可能な挿入部品を使う。このレンチは絶えず挿入物を変えなければならないので、初期のラチェットレンチの欠点であった。作業者は各サイズのために挿入部品を持っていなければならなかった。
その後、J. J. Richardsonの1863年発行1864年公告「レンチの改善」(improvement in wrenches)が特許No.38914登録となっている。
鋼製ソケットになると、ハンドルに加えられる力に耐えられるソケットを製造することが可能となった。しかし、ソケットはハンドルに常に固定されていた。この時代に生産されているレンチは、主に自動車エンジンで使用されていた。
この後1920年に、この問題を解決する工具として、ソケットとハンドルを分離して色々な組み合わせができるスナップオンのソケットレンチが発明されることになる。
もう一説に、ラチェットレンチは米国で1913年にRobert Owen, Jrが最初に発明した説がある。

## 工具の種類

### 建設用ラチェットレンチ

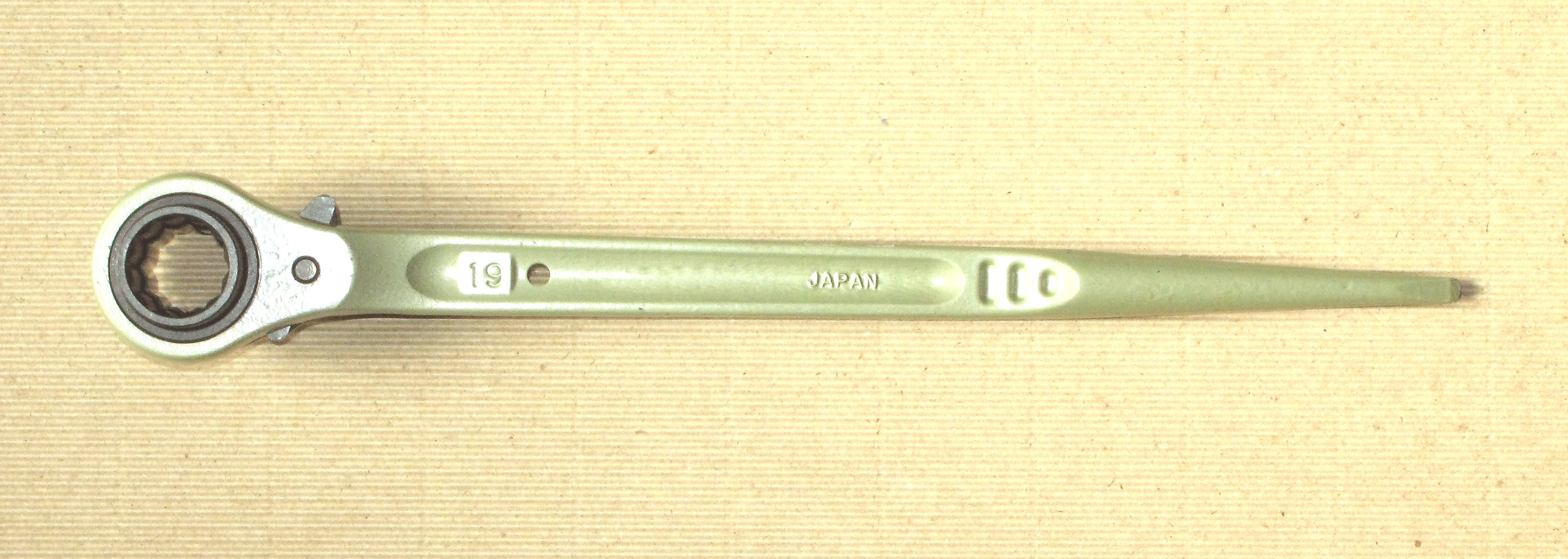
爪式 シノ付きラチェットレンチ

建設現場ではボルトを締めるだけでなく、ラチェットレンチの終端に、シノと呼ばれる鉄骨の穴を合わせたり、番線を締め付けたりする機能が付いているシノ付きラチェットレンチが定番となっている。鳶職の常用工具である。シノ付きラチェットレンチは日本独自の商品だったが、近年ではホームセンター等がPB（プライベートブランド）商品として日本から完成品として発注したり、メーカがコスト削減のため部品外注化することにより特に台湾・中国で製造されるようになった。それにともなって両国をはじめアジア地域各国でも使用されるようになった。
ソケットの種類は、使用する箇所に応じて多種のソケットが開発されており、また、ソケットだけでなく、本体全長の短いタイプも軽締付けトルクの足場作業用としてある。主な物をあげると両口・片口・片ロングソケット両口・両ロングソケット・薄型ラチェットレンチ・ショートラチェットレンチ・アルミ本体ラチェットレンチ等がある。
また、工事現場での工具の落下による事故を防止するため、1987年「工具落下防止対策」が工事安全基準に加えられた際に、本体にそれまではなかった「落下防止具の取付け用穴」が追加されるようになった。
- 主なメーカー
  - （株）スーパーツール
  - TOP トップ工業（株）
  - MCC（株）松阪鉄工所
  - LOBTEX（株）ロブテックス

### 電設用ラチェットレンチ
電柱の配線作業に多くのサイズの工具を持たなくても良いように、ソケットの中に小さいサイズのソケットを組み込んで、通常の2サイズより多い4サイズの対辺寸法に対応できるタイプが多く使用されている。ソケットをスライドさせて使用するボルト・ナット対辺サイズのラチェットレンチとして使う。通常ハンドル端部は、平坦でシノは付いていない。絶縁体がハンドルをカバーした絶縁仕様品が多い。この電設用ラチェットレンチは強電工事に使用されるため、各電力会社認定商品となっていることが多い。
弱電工事用としては、1990年頃より商品通称名「板ラチェットレンチ」が急速に普及した。本体両端にソケットを有し、本体がプレス加工による鋼板製で商品自体が小型軽量化され、配電盤等の狭い場所での作業に適している。
- 主なメーカー
  - NAGAKI
  - TOP トップ工業（株）
  - MITOLOY
  - MARVEL
  - LOBTEX（株）ロブテックス

### 水道本管用ラチェットレンチ

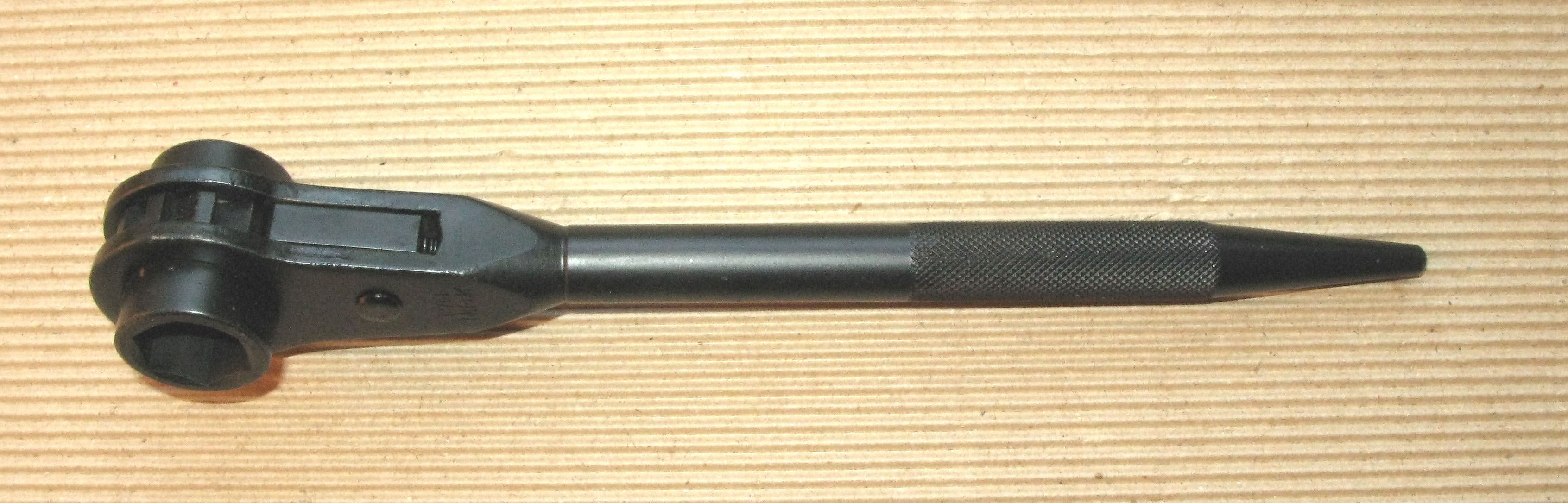
水道本管工事で洗浄が容易な片爪・本体頭部開放タイプ　NGK製

水道本管のフランジ付き鋳鉄管や鋼管用フランジの管接続に使用するフランジボルトの締付けに使用するラチェットレンチ。「本管（ホンカン）レンチ」の名前で呼ばれている。
泥水がある掘削溝で使用することもあり、工具内に土が入っても不具合が少ないように爪は正逆切り替え式ではなく1サイズのシンプルな機構のものが多い。また、本体に泥が入っても水洗いのしやすいように、本体のソケットセレーション部を開放型としている。溝の中で使用するため、作業がしやすいように本体がスライド式ハンドルとなっていて仮締めでは短くできるものや、逆に本体を弓形に長くして地上から管下部のボルト締付け操作ができるようになっているものがある。地方自治体発注工事が多く、ボルトの締付けトルクを管理するために単動式のトルクレンチが付いているタイプもバリエーションに追加されている。
- 主なメーカー
  - TOP トップ工業（株）
  - 板橋機械工業
  - MCC（株）松阪鉄工所
  - NGK（株）永木精機

## 回転方向切替機構の種類
ピン式
丸棒に爪形状が加工してある切替ピン方式。ピン頭部を押すことによってピンがスライドしソケットの回転方向が切り替わる。ボルトを締付ける場合、締付け方向に本体よりピン頭部が出ているので作業時に障害物がピンを押すような現場では噛み込みが外れ空回りすることがあり注意が必要である。
爪式
本体中心にピンにより取付けられた揺動式の切替爪方式。本体より出ているレバー部を押してソケットの回転方向を切り替える。作業時に切替爪に障害物が当たっても常に爪はソケットを押し付ける方向に力が働くので噛み込みが外れることはない。
カム式
近年台湾メーカの商品や国内販社のPB商品等で急速に普及した。構造は、基本的にワンウェイクラッチ機構を本体とソケットセレーション部に取込んだもの。構造上より一方向のみラチェット使用タイプ（回転方向固定）で軽トルク作業向け。回転方向は、本体の表面と裏面を使用することにより変える。本体端部にスパナ付きや、全体が鏡面に磨かれメッキが施されたタイプに仕上がっている商品が多い。台湾のKABO社が開発した商品で1990年代前半にブームとなった。